# Schweden beim Junior Eurovision Song Contest
Teilnehmende Rundfunkanstalt
 (2003–2005)
  (2006–2009)
Erste Teilnahme
2003
Bisher letzte Teilnahme
2014
Anzahl der Teilnahmen
11 (Stand 2014)
Höchste Platzierung
3 (2006)
Höchste Punktzahl
116 (2006)
Niedrigste Punktzahl
8 (2004)
Punkteschnitt (seit erstem Beitrag)
50,73 (Stand 2014)
Punkteschnitt pro abstimmendem Land im 12-Punkte-System
3,05 (Stand 2014)
Dieser Artikel befasst sich mit der Geschichte Schwedens als Teilnehmer am Junior Eurovision Song Contest.

## Vorentscheide
Von 2003 bis 2005 war die schwedische Fernsehgesellschaft Sveriges Television (SVT) verantwortlich und hielt das Lilla Melodifestivalen ab. Als TV4 die Ausrichtung 2006 übernahm, wurde die Sendung Stage Junior verwendet, um die Teilnehmer zu bestimmen. Von 2010 bis 2011 wurde intern gewählt, und von 2012 bis 2014 wurde, nun in kleinerem Maße, wieder das Lilla Melodifestivalen als Vorentscheidungsformat genutzt.

## Teilnahme am Wettbewerb

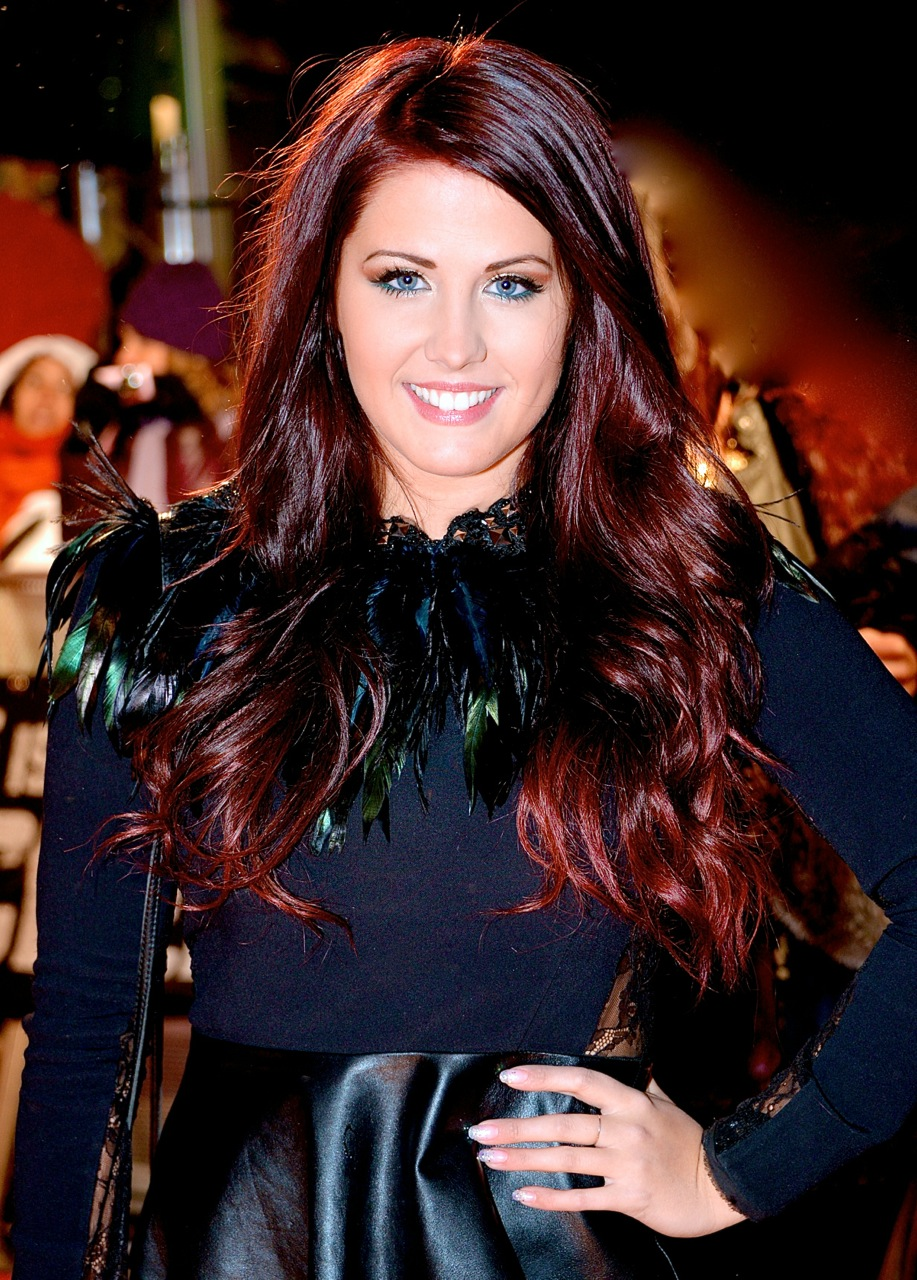
Molly Sandén wurde 2006 Dritte für Schweden

2003 nahm Schweden zum ersten Mal teil und seitdem bis auf 2008 jedes Jahr. Lediglich 2008 setzte man wegen internen Umstrukturierungen aus. Bei zehn Teilnahmen erreichte man einen dritten, zwei sechste und einen siebten Platz. Unter den langjährigen Teilnehmern war Schweden also eher weniger erfolgreich. Unter den elf Interpreten waren lediglich 2011 und 2013 Jungen. Mit dem dreizehnten Platz 2014 wurde die schlechteste Platzierung seit neun Jahren erreicht. 2015 kündigte SVT seinen Rückzug vom Wettbewerb an. Seither nahm das Land nicht mehr teil.
Anders als beim regulären ESC war Schweden eher weniger erfolgreich beim Junior ESC. Der dritte Platz von Molly Sandén im Jahr 2006 stellt bis heute die beste Platzierung des Landes dar. In den Folgejahren erreichte man nur Platzierungen in der mittleren bis unteren Tabellenhälfte.

## Liste der Beiträge
| Jahr      | Interpret                | Titel (Musik / Text)                                                    | Sprache                  | Übersetzung                     | Platz Teilnehmer (gesamt) | Punkte                   |
| --------- | ------------------------ | ----------------------------------------------------------------------- | ------------------------ | ------------------------------- | ------------------------- | ------------------------ |
| 2003      | The Honeypies            | Stoppa mig! (The Honeypies)                                             | Schwedisch               | Halt mich an!                   | 15 / 16                   | 12                       |
| 2004      | Limelights               | Varför jag? (Limelights)                                                | Schwedisch               | Warum ich?                      | 15 / 18                   | 8                        |
| 2005      | M+                       | Gränslös kärlek (M+)                                                    | Schwedisch               | Grenzenlose Liebe               | 15 / 16                   | 22                       |
| 2006      | Molly Sandén             | Det finaste någon kan få (Molly Sandén)                                 | Schwedisch               | Die schönsten kann man bekommen | 3 / 15                    | 116                      |
| 2007      | Frida Sandén             | Nu eller aldrig (Frida Sandén)                                          | Schwedisch               | Jetzt oder nie                  | 8 / 17                    | 83                       |
| 2008      | Auf Teilnahme verzichtet | Auf Teilnahme verzichtet                                                | Auf Teilnahme verzichtet | Auf Teilnahme verzichtet        | Auf Teilnahme verzichtet  | Auf Teilnahme verzichtet |
| 2009      | Mimmi Sandén             | Du (Mimmi Sandén)                                                       | Schwedisch               | -                               | 6 / 13                    | 68                       |
| 2010      | Josefine Ridell          | Allt jag vill ha (Arash, Thomas G:son, Robert Uhlmann, Johan Bejerholm) | Schwedisch               | Alles was ich will              | 11 / 14                   | 48                       |
| 2011      | Erik Rapp                | Faller (Erik Rapp)                                                      | Schwedisch               | Rückgang                        | 9 / 13                    | 57                       |
| 2012      | Love Sönnerbo            | Mitt mod (Love Sönnerbo)                                                | Schwedisch               | Mein Mut                        | 6 / 12                    | 70                       |
| 2013      | Eliias                   | Det är dit vi ska (Elias Elffors Elfström)                              | Schwedisch               | Das ist, wohin wir gehen        | 9 / 12                    | 46                       |
| 2014      | Julia Kedhammar          | Du är inte ensam (Julia Kedhammar, Thomas G:son)                        | Schwedisch, Englisch     | Du bist nicht allein            | 13 / 16                   | 28                       |
| Seit 2015 | Auf Teilnahme verzichtet | Auf Teilnahme verzichtet                                                | Auf Teilnahme verzichtet | Auf Teilnahme verzichtet        | Auf Teilnahme verzichtet  | Auf Teilnahme verzichtet |

## Punktevergabe
Folgende Länder erhielten die meisten Punkte von oder vergaben die meisten Punkte an Schweden:
| Die meisten vergebenen Punkte | Die meisten vergebenen Punkte | Die meisten vergebenen Punkte |
| Platz                         | Land                          | Punkte                        |
| ----------------------------- | ----------------------------- | ----------------------------- |
| 1                             | Niederlande                   | 74                            |
| 2                             | Russland                      | 63                            |
| 3                             | Armenien                      | 58                            |
| 4                             | Belarus                       | 45                            |
| 5                             | Belgien                       | 36                            |

| Die meisten erhaltenen Punkte | Die meisten erhaltenen Punkte | Die meisten erhaltenen Punkte |
| Platz                         | Land                          | Punkte                        |
| ----------------------------- | ----------------------------- | ----------------------------- |
| 1                             | Niederlande                   | 51                            |
| 2                             | Belgien                       | 46                            |
| 3                             | Belarus                       | 35                            |
| 4                             | Russland                      | 31                            |
| 5                             | Ukraine                       | 30                            |

Stand: 2014